# Аска
Аска (у множини Аске) била је југословенска и српска женска поп група која је била веома популарна током 1980-их година. Група је наменски формирана зарад учешћа на националном фестивалу Југовизија 1982. на ком се бирао национални представник за Песму Евровизије. Композиција Хало, хало коју је компоновао Сања Илић победила је на националном избору и представљала Југославију на Песми Евровизије 1982. у енглеском Херогату, где је заузела 14. место са 21 освојеним бодом. 
Оригиналну поставу групе чиниле су Снежана Мишковић, Изолда Баруџија и Снежана Стаменковић која је непосредно по повратку са Евровизије напустила састав, а уместо ње нова чланица је постала Сузана Перовић. Током 1983. нова чланица групе постаје Нариман Нера Махмуд. 
Током 1982. Аске су објавиле дебитантски албум Диско рок за издавачку кућу Југотон, а на албуму су се налазиле диско обраде неких од тада најпопуларнијих југословенских рок песама. Две године касније објавиле су и албум Катастрофа са којег су се посебно издвојиле песме Катастрофа, Хтела бих да си ту, Ако хоћеш, ако можеш и Улице мрачне нису за девојке. Група се распала пет година након оснивања, 1987. године.

## Фестивали
Југословенски избор за Евросонг:
- Хало, хало, победничка песма, Љубљана '82

Песма Евровизије:
- Хало, хало, четрнаесто место, '82

Опатија:
- Бежим, '82
- Вози брже, '85

Загреб:
- Буди фер, '82

Ваш шлагер сезоне, Сарајево:
- Поред мене, '83

Сплит:
- Странац мој, '83

МЕСАМ:
- Кад те гледам, '84
- Љуби ил' остави, '85

## Дискографија
- (1982)
- Катастрофа (1984)